# Väärätsaaret (ö i Satakunta)
Väärätsaaret är en ö i Finland. Den ligger i sjön Sääksjärvi och i kommunen Kumo i den ekonomiska regionen  Björneborgs ekonomiska region  och landskapet Satakunta, i den sydvästra delen av landet, 190 km nordväst om huvudstaden Helsingfors. Öns area är 2,6 hektar och dess största längd är 270 meter i sydväst-nordöstlig riktning.  Notera att namnet antyder att det är fråga om flera öar.